# Урсу Дмитро Павлович
Дмитро Павлович Урсу (10 жовтня 1936, Корнова — пом.15 лютого 2017, Одеса) — український африканіст, історик, вчений-енциклопедист. Доктор історичних наук, професор.

## Біографія
Дмитро Павлович Урсу народився 10 жовтня 1936 року в с. Корнова Унгенського району, Румунське королівство (нині — Республіка Молдова) в сім'ї вчителів. Під час війни втратив батьків, виховувався в дитячих будинках і трудовій колонії в м. Майкопі.
1958 року закінчив історичний факультет Одеського університету, продовжив освіту в Московському інституті іноземних мов (1970—1971 рр.) та в Сорбонні (1979—1980 рр.). Учень професорів К. Д. Петряєва, Л. Є. Кертмана, Д. А. Ольдерогге. Кандидат історичних наук (1969; тема дисертації: «Соціальна політика Англії 1914—1918 рр.», місце захисту: Пермський університет). Доктор історичних наук (1985; тема дисертації: «Сучасна історіографія країн Тропічної Африки», місце захисту: Інститут сходознавства АН СРСР). Володів англійською, французькою, румунською, латинською мовами.
Після закінчення університету працював учителем, директором школи в селі Дружбівка (до 1945 року — Калга) Іванівського району, Херсонській обл. У 1967—1986 рр. аспірант, старший викладач, завідувач кафедри Одеського університету. У 1972—1976 рр. у закордонному відрядженні, професор Вищого педагогічного інституту м. Бамако (Республіка Малі). У 1986—1997 рр. завідувач кафедрою Таврійського університету, в 1997—2003 рр. завідувач кафедрою Таврійського екологічного інституту. З 2003 р. по 2005 р. — професор кафедри нової та новітньої історії Таврійського національного університету імені В. І. Вернадського. З 2005 р. — професор кафедри нової та новітньої історії Одеського національного університету імені І. І. Мечникова.
Дмитро Павлович Урсу помер 15 лютого 2017 року в Одесі на 81 році життя.
Похований на Другому християнському цвинтарі у місті Одеса.

## Публікації
Автор понад 400 наукових праць, в тому числі:
- Современная историография Тропической Африки. М., 1983. — 263 с.
- Историография истории Африки. М., 1990. — 302 с.
- История Мали в новое и новейшее время. М., 1994. — 286 с. (соавтор С. С. Новиков)
- Очерки истории культуры крымскотатарского народа. Симферополь, 1999. — 144 с.
- Деятели крымскотатарской культуры: Биобиблиографический словарь. Симферополь, 1999. — 240 с.
- Международные организации. Симферополь, 2000. — 231 с.;
- Бекир Чобан-заде: жизнь, судьба, эпоха. Симферополь, 2004. — 276 с.
- Професори Таврійського університету 1918—1941: Біографічні нариси. — Сімферополь, 2005. — 108 с.
- Факультет: Воспоминания, разыскания, размышления. — Одесса, 2006. — 305 с.
- Мовні та літературні зв'язки України з країнами Сходу. — К., 2010. — 472 с. (співавтор).
- Сходознавство і візантологія в Україні в іменах: Бібліографічний словник. — К., 2011. — 260 с. (співавтор).
- Бекир Чобан-заде: жизнь, судьба, эпоха. 2-е изд. — Симферополь: Крымучпедгиз, 2013. — 276 с.
- Одесса в европейском научном и культурном пространстве (XIX — ХХ вв.): Документальные очерки. — Одесса: Апрель, 2014. — 272 с.
- Португалия и «схватка за Африку» // Вопросы истории. — 2015. — № 11. — С. 97-115.
- Университет длиною в жизнь: Путь историка. — Одесса: Апрель, 2016. — 504 с.
- Eminescu la Odessa. Anul 1885 // Destin romanesc. — 2016. — № 1 (95). — P. 83-107.
- Бенинский политик Матье Кереку // Вопросы истории. — 2016. — № 11. — С. 108—125.